# Geschützte Landschaft
Geschützte Landschaft (deutsch oft Landschaftsschutzgebiet) und Geschütztes Marines Gebiet (auch Geschütztes Meeresgebiet bzw. Küstengebiet, Meeresschutzgebiet u. ä.) sind Schutzgebiete, in denen primär das Landschaftsbild einer Kulturlandschaft erhalten werden soll.
Die International Union for Conservation of Nature and Natural Resources (IUCN) definiert solche Gebiete unter IUCN-Kategorie V Protected Landscape/Seascape.

## IUCN-Definition
Nach IUCN beschreibt sich die Kategorie:

“A protected area where the interaction of people and nature over time has produced an area of distinct charcter with significant, ecological, biological, cultural and scenic value: and where safeguarding the integrity of this interaction is vital to protecting and sustaining the area and its associated nature conservation and other values.”

„Ein Gebiet, in dem die Interaktion von Mensch und Natur im Laufe der Zeit ein eigenständiges Landschaftsbild erzeugt hat, mit kennzeichnendem ökologischem, biologischem, kulturellem und Landschaftswert; und wo der Schutz der Interaktion von grundlegender Bedeutung ist, das Gebiet zu erhalten und den verbundenen Naturschutz und andere Werte zu gewährleisten.“

Wie bei allen IUCN-Kategorien liegt der Fokus der Klassierung auf der Gestaltung von Schutzziel und Management (Maßnahmen von Eingriffen und Verboten).

## Anwendung und Kritik
Solche Gebiete sollen primär das Landschaftsbild erhalten. Die Auflagen für eine Nutzung durch den Menschen sind demnach – naturschutzfachlich betrachtet – geringer als in anderen Naturschutzklassen. Sie dienen beispielsweise als Naherholungsgebiete, können aber auch wirtschaftlich genutzt werden (zum Beispiel zur Jagd, Fischerei oder Forstwirtschaft, aber auch Landwirtschaft) oder gar besiedelt sein. Sie sind im Allgemeinen recht weitläufig und dienen in manchen Gegenden als Bindeglied zwischen Naturschutzgebieten.
Von manchen Ökologen wird kritisiert, dass der Anspruch dieser Gebiete die Anzahl von Naturschutzgebieten unnötig aufblähen würde. Die Schutzkategorie geht aber über klassischen Naturschutz (Wildnisgedanke) weit hinaus und ist eng dem moderneren Biosphärengedanken verbunden, also Gebieten, in denen Ökologie im Sinne eines Habitats des Menschen zusammen mit der „restlichen“ Natur im Vordergrund steht.
Typische Vertreter sind die Biosphärenreservate (Biosphärenparks) nach Ausweisung durch die UN, die mehrere Zonen verschiedenen Schutzziels umfassen, oder Schutzklassen wie das Landschaftsschutzgebiet im Gepräge des deutschsprachigen Raumes. Auch Naturparks und Geoparks können in diese Klasse fallen.

Weitere Beispiele sind etwa Maßnahmen zum Schutz der alpinen Almwirtschaftsgründe (Almen/Alpen) vor Verheidung (hier gilt Wegefreiheit, daher sind sie öffentlich zugänglich), von Streuwiesen in Obstbaugebieten vor Rodung oder Umstellung auf Plantagenwirtschaft, und anderen rein anthropogenen Landschaften vor Verwahrlosung: Schutzkategorien für derartige Landschaftselemente finden erst in jüngsten Jahren Eingang in das Naturschutzrecht.

## Nationales

### Schweiz
In der Schweiz werden diese Gebiete im Bundesinventar der Landschaften und Naturdenkmäler von nationaler Bedeutung geführt.